# Eline De Munck
Pour les articles homonymes, voir Munck.
Ne doit pas être confondue avec le groupe féminin islandais Elektra
Eline De Munck, née le 22 janvier 1988 à Beveren, est une actrice belge flamande, chanteuse et présentatrice.
Elle produit ses disques sous le nom d'Ellektra.

## Discographie

### Singles
- Footprints in the Sand (2008)
- Real Love (2009)
- I hate it but I love it (2009)
- Do You Really Wanna Be With Me (2010)
- Sweet Regrets (2010)
- Dance Dance (2010)
- Move Bitch (2011)
- Goodbye (Broken) (2012)

### Clips
- Real Love (2009)
- I hate it but I love it (2009)
- Do You Really Wanna Be With Me (2010) (avec Sean Dhondt)[1]
- Dance Dance (2010)
- Move Bitch (2011)